# Siam Shade VII
Siam Shade VII é um mini-álbum da banda japonesa Siam Shade, contendo versões em inglês de algumas de suas canções. Foi lançado em 29 de novembro de 2000.

## Desempenho comercial
Alcançou a 23ª posição na Oricon Albums Chart, ficando na parada por duas semanas.

## Lista de Música

### Disco Um
| # | Título                    | Letra              | Música |
| - | ------------------------- | ------------------ | ------ |
| 1 | Lovesick -You Don't Know- | Hideki; Tim Jensen | Hideki |
| 2 | Bloody Train              | Hideki; Tim Jensen | Daita  |
| 3 | Passion                   | Hideki; Tim Jensen | Hideki |
| 4 | Don't Tell Lies           | Hideki; Tim Jensen | Daita  |
| 5 | Get a Life                | Hideki; Tim Jensen | Daita  |